# Реакция Фогеса — Проскауэра

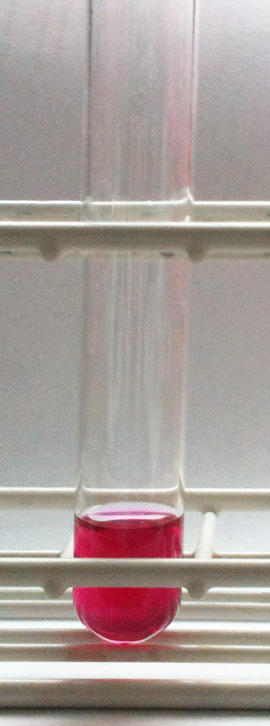
Вишнёвая окраска среды говорит о положительном результате теста

Тест Фогеса — Проскауэра (также реакция Фогеса — Проскауэра) — метод обнаружения бактерий семейства Enterobacteriaceae и Vibrionaceae, а также спорообразующих аэробных бактерий, основанный на том, что при их культивировании на среде Кларка накапливается ацетоин (продукт анаэробного превращения глюкозы), обнаруживаемый по розовому окрашиванию среды после добавления раствора α-нафтола и едкого калия.

## История
Тест был разработан в 1898 году немецкими биологами Даниэлем Вильгельмом Отто Фогесом и Бернгардом Проскауэром из Института Роберта Коха.